# Ministeri d'Infraestructures de Ruanda
El Ministeri d'Infraestructures (MININFRA; kinyarwanda Ministeri y'Ibikorwaremezo; francès Ministère des Infrastructures) és un ministeri del Govern de Ruanda. El Ministeri és responsable de la política i el desenvolupament d'infraestructura a tot el país. L'honorable James Musoni és l'actual Ministre d'Infraestructures del Govern de la República de Ruanda. Abans d'això, ha servit al seu govern en diferents capacitats; Ministre de Govern Local (2009-2014); Ministre d'Hisenda i Planificació Econòmica (2006-2009); Ministre de Comerç, Indústria, Promoció d'Inversions, Turisme i Cooperatives (2005-2006); Comissari General de l'Autoritat Tributària de Ruanda (2001-2005) i subdirectora general de l'Autoritat Tributària de Rwanda (2000-2001).

## Història
El ministeri es va fundar després de la independència ruandesa el 1962 com a Ministeri d'empreses tècniques. Tres anys més tard es va canviar el nom a Ministeri de serveis públics Després del cop militar que va portar al president Juvénal Habyarimana al poder, el ministeri va tornar a denominar-se Ministeri de Serveis Públics i Energia. Va conservar aquest nom fins a 1980, quan va ser expandit per incloure una remissió d'aigua. El Ministeri de Serveis Públics es va mantenir després del genocidi de Ruanda de 1994, tornant primer al seu antic nom de Ministeri de Serveis Públics i Energia, des de 1994 fins al títol de Ministeri de Serveis Públics (MINITRAP) de l'any 1997, i el nou nom de Ministeri de Serveis Públics, Transports i Comunicació en 1999. El Ministeri va rebre el seu nom actual de Ministeri d'Infraestructures el 2002.
El Ministeri està dirigit pel "Ministre d'Infraestructures". Des que va obtenir la seva actual denominació, els ministres han estat:
- Jean Damascene Ntawukuriryayo, de 2002 a 2004,[2]
- Evariste Bizimana, de 2004[3] a 2006
- Stanislas Kamanzi, de 2006[4] a 2008
- Linda Bihire, de 2008[5] a 2009
- Vincent Karega, de 2009[6] a 2011
- Albert Nsengiyumva, de 2011 a l'actualitat.[7]

## Deures i responsabilitats
La declaració de la missió del Ministeri, tal com s'indica a la seva pàgina web, és "assegurar el desenvolupament sostenible de les infraestructures i contribuir al creixement econòmic per millorar la qualitat de vida de la població". El seu mandat inclou la supervisió del manteniment i desenvolupament d'infraestructura a Ruanda inclòs el transport, l'energia, l'hàbitat i l'urbanisme, la meteorologia i l'aigua i el sanejament.